# Nazionale maschile di rugby a 13 della Nuova Zelanda
La nazionale di rugby a 13 della Nuova Zelanda è la selezione che rappresenta la Nuova Zelanda a livello internazionale nel rugby a 13. Insieme ad Australia, Inghilterra e Galles è una delle nazionali più vecchie di questo sport. Il suo debutto ufficiale risale al tour in Gran Bretagna del 1907-08, quando allora gli All Golds, come vennero soprannominati i giocatori neozelandesi che vi parteciparono, furono sconfitti 9-8 dal Galles.
La Nuova Zelanda vanta la vittoria di una Coppa del Mondo ed è anche una delle nazionali che partecipano regolarmente al Four Nations.
I nazionali neozelandesi sono noti in tutto il mondo con il loro soprannome Kiwis, dal nome che indica il genere di uccelli Apteryx caratteristici della regione. I giocatori sono soliti eseguire la Haka in segno di sfida prima di ogni loro partita.

## Palmarès
- Coppa del Mondo di rugby a 13: 1

2008
- Tri Nations/Four Nations: 3

2005, 2010, 2014